# 柳叶海金沙
柳叶海金沙（学名：Lygodium salicifolium），为海金沙科海金沙属下的一个植物种。